# Ботанический сад (станция метро, Москва)
«Ботани́ческий сад» — станция Московского метрополитена. Расположена на Калужско-Рижской линии, между станциями «Свиблово» и «ВДНХ». Открыта 29 сентября 1978 года в составе участка «ВДНХ» — «Медведково».
Рядом расположена платформа МЦК «Ботанический сад», на которую и с которой возможна наземная пересадка.

## История и происхождение названия
Станция открыта 29 сентября 1978 года в составе участка «ВДНХ» — «Медведково», после ввода в эксплуатацию которого в Московском метрополитене стало 107 станций. В проекте станция носила название «Ростокино» по располагавшимся поблизости одноимённым селу и старой станции на Малом кольце МЖД. Название дано по Главному ботаническому саду им. Н. В. Цицина РАН, новый главный вход которого планировалось построить в 1970-е годы вблизи южного вестибюля станции. Существующий главный вход в сад расположен поблизости от станции «Владыкино» метрополитена и одноимённой станции МЦК. Южный выход со станции находится на территории парка «Сад будущего» рядом с бывшей усадьбой Леоново. До 1966 года название «Ботанический сад» (в честь совсем другого географического объекта) принадлежало обеим (радиальной и кольцевой) станциям «Проспект Мира».

## Вестибюли
Станция имеет два выхода. Южный наземный вестибюль, выполненный в виде ротонды, расположен в парке на 1-й улице Леонова и соединяется со станционным залом эскалаторами. В 15 минутах ходьбы от южного выхода располагается один из входов Главного ботанического сада РАН (с Сельскохозяйственной улицы).
Северный подземный вестибюль соединён со станционным залом лестницей. Выходы из него объединены с подземным переходом под проездом Серебрякова. Переход к северному вестибюлю проложен под железнодорожными путями Малого кольца МЖД. Станция строилась как перспективная пересадочная на Большое кольцо метрополитена, северный сегмент которого планировалось проложить вместо МКМЖД.

### Ремонт и реконструкция вестибюлей
С 16 мая по 30 декабря 2015 года южный вестибюль был закрыт для замены выработавших свой ресурс старых эскалаторов на новые.
Выходы из северного вестибюля № 2 и № 3, а фактически и подземный переход под проездом Серебрякова закрыты на реконструкцию с 28 августа 2021 года, открыть их по последней информации планируют 31 декабря 2023 года, первоначально работы должны были быть завершены 31 октября 2022 года. В итоге выходы были открыты 24 декабря 2023 года и получили новые номера 5 и 6.

## Архитектура и оформление
«Ботанический сад» — колонная станция мелкого заложения (глубина — 7 м) с тремя пролётами. Сооружена из сборных конструкций по проекту архитекторов Н. И. Демчинского и Ю. А. Колесниковой. Всего на станции два ряда по 26 железобетонных колонн, отделанных белым мрамором (шаг колонн 6,5 м). Ширина платформы — 10,5 м.
В южном вестибюле установлены художественные скульптурные цветники (автор Н. П. Мастеропуло) из поливной керамики.
Стены станции облицованы белым мрамором. Путевые стены украшают пять парных панно с сюжетами на темы природы (на панно отчеканены яблоки, виноград, рута, цветы). Они выполнены в металле (из анодированного алюминия) с подсвечиванием (авт. З. М. Ветрова).
Пол выложен серым гранитом «возрождение» с квадратными вставками из чёрного лабрадорита. Замечательным элементом отделки потолка являются квадратные ячеистые секции из анодированного под золото алюминия. В кессоны потолка вмонтированы светильники.
До 2005 года отличительной чертой станции являлось слабое освещение; она была одной из самых тёмных в московском метро. В 2005 году освещение было усилено.

## Пассажиропоток
Пассажиропоток станции относительно невысок (в марте 2002 года она приняла всего 29,1 тыс. пассажиров за сутки), хотя сильно повышается в часы пик.

## Наземный общественный транспорт
На этой станции можно пересесть на следующие маршруты городского пассажирского транспорта:
- Автобусы: 33, 61, 71, 134, 154, 185, 195, 428, 533, 603, 628, 789, н6

## Фотографии
| - Панорама станции |

| - Вид на южный вестибюль от входа в парк «Сад будущего», 28 октября 2019 г. - Южный вестибюль после реконструкции, январь 2017 г. - Внутри южного вестибюля, турникеты на вход, слева от кабины дежурного турникет типа УТ-2000, июнь 2014 г. - Наземный вход, декабрь 2014 г. - Коридор к северному выходу - Зал станции - Художественные панно на путевых стенах (коллаж) |

## Станция в цифрах
- Таблица времени прохождения первого поезда через станцию[9]:

| По чётным числам             | Будние дни | Выходные дни |
| По нечётным числам           | Будние дни | Выходные дни |
| В сторону станции «ВДНХ»     | 05:31:00   | 05:34:00     |
| В сторону станции «ВДНХ»     | 05:32:00   | 05:34:00     |
| В сторону станции «Свиблово» | 06:01:00   | 06:01:00     |
| В сторону станции «Свиблово» | 06:00:00   | 06:00:00     |